# Colobothea guttulata
Colobothea guttulata är en skalbaggsart som beskrevs av Aurivillius 1902. Colobothea guttulata ingår i släktet Colobothea och familjen långhorningar. Inga underarter finns listade i Catalogue of Life.